# (9340) Williamholden
(9340) Williamholden (1991 LW1) – planetoida z grupy pasa głównego asteroid okrążająca Słońce w ciągu 5,75 lat w średniej odległości 3,21 j.a. Odkryta 6 czerwca 1991 roku.